# Henryk Kosk
Henryk Piotr Kosk (ur. 30 kwietnia 1922 w Putkowicach Nagórnych, zm. 20 lutego 2002 w Warszawie) – polski historyk wojskowości, ekonomista i oficer Wojska Polskiego. Pomysłodawca i twórca pierwszego kompletnego słownika generałów polskich (na terenie Polski i na obczyźnie) od roku 1764.

## Życiorys

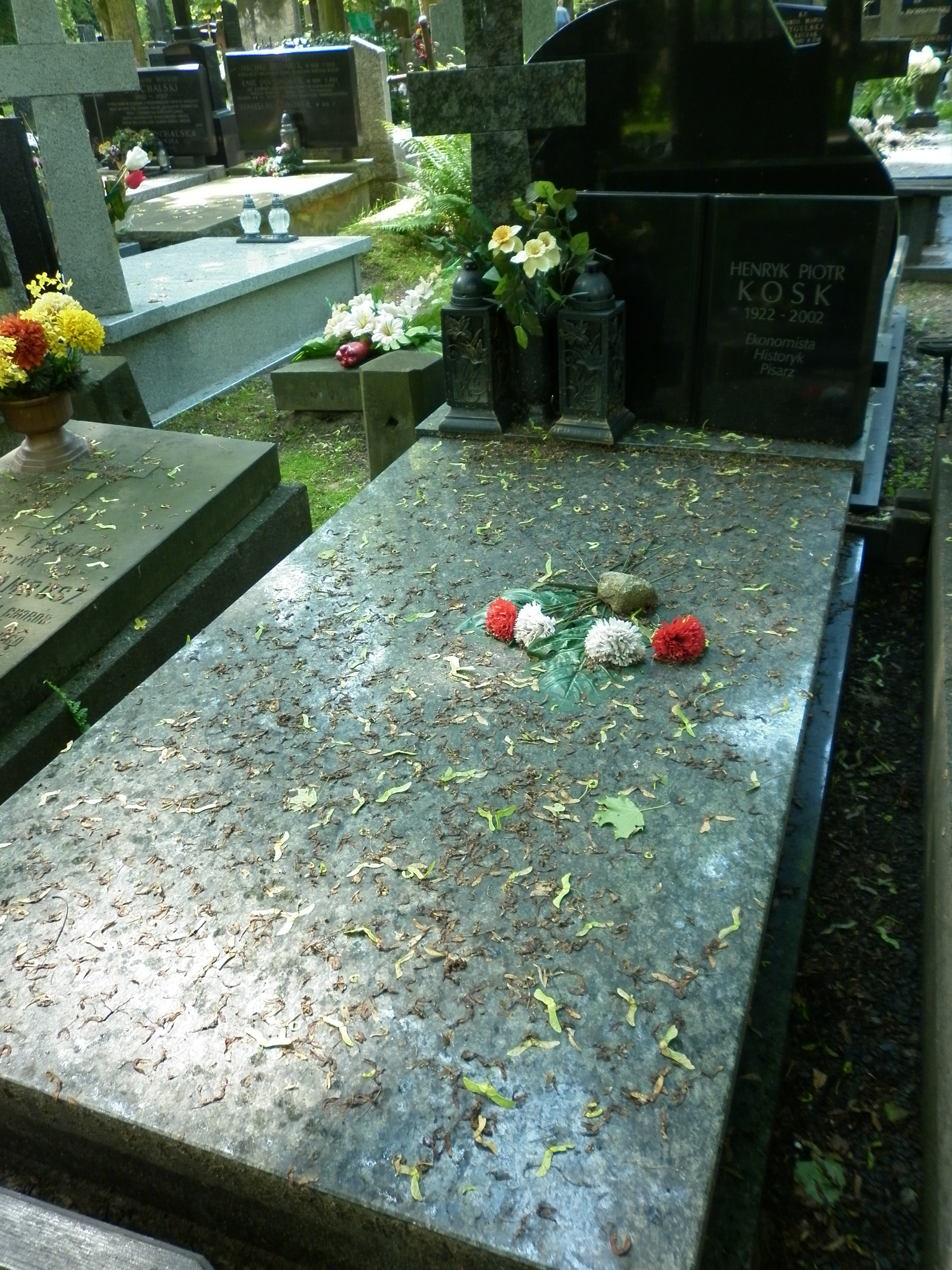
Grób Henryka Koska na Cmentarzu Wojskowym na Powązkach

Urodził się w 1922 roku na Podlasiu. W 1936 r. podjął naukę w gimnazjum w Drohiczynie, którą przerwała wojna. Maturę uzyskał w 1950 r. W 1939 r. walczył jako ochotnik-junak PW, a później był żołnierzem 30 Poleskiej DP AK. We wrześniu 1944 r. znalazł się w 1 Armii WP i przeszedł szlak bojowy od Warszawy do Berlina. Odniósł w walkach dwie rany i zdobył pierwszy stopień oficerski. W 1951 r. w ramach represji stalinowskich zwolniony z wojska i pozbawiony możliwości zarobkowania. W latach 1954–1960 studiował na Wydziale Przemysłu Szkoły Głównej Planowania i Statystyki w Warszawie, uzyskując dyplom magistra ekonomii. Wieloletni pracownik Komisji Planowania przy Radzie Ministrów w Zespole Handlu Zagranicznego.
Niemal 30 lat poświęcił swojej pasji badawczej: wyszukiwaniu i opracowaniu materiałów biograficznych generalicji polskiej. Dzieło ukazało się w dwóch tomach pt. Generalicja polska: popularny słownik biograficzny. Słownik, zawierający około 4000 haseł, ilustrowanych zdjęciami, został zaprezentowany przez autora i współpracującą z nim Lidię Kosk na Targach Książki Historycznej w Warszawie w 2001 r.
Zmarł w 2002 roku; pochowany na Cmentarzu Wojskowym na warszawskich Powązkach (kw.A15-3-24).

## Rodzina
Syn Stanisława i Petroneli z Putkowskich. Żonaty z Lidią Anielą Zarzycką, z którą ma dwie córki: Danutę i Grażynę.

## Publikacje
- Henryk Piotr Kosk, Generalicja polska: popularny słownik biograficzny, współpraca autorska Lidia Kosk, Tom I: A-Ł, Pruszków: Oficyna Wydawnicza „Ajaks”, 1998, ISBN 83-87103-55-1 (ze wstępem zawierającym rys historyczny, zakres czasowy, rzeczowy i tematyczny, str. 305, ze zdjęciami generałów).
- Henryk Piotr Kosk,Generalicja polska: popularny słownik biograficzny, współpraca autorska Lidia Kosk, Tom II: M-Ż, Pruszków: Oficyna Wydawnicza „Ajaks”, 2001, ISBN 83-87103-81-0 (str. 303 plus suplement Generałowie mianowani po roku 1980 str. 304-311).

Ponadto autor kilkudziesięciu artykułów i opracowań z zakresu ekonomii i historii, m.in. na przestrzeni lat ukazywały się jego artykuły w cyklach zatytułowanych: Generalicja, Polscy generałowie w służbie obcej (z podtematami armia pruska, armia rosyjska, armie niezaborcze), Cudzoziemscy generałowie w Wojsku Polskim czy Polacy w generalskich mundurach US Army.